# Архипов, Фёдор Михайлович
Фёдор Миха́йлович Архи́пов (род. 2 мая 1951, Кез, Удмуртская АССР) — советский и российский тренер по лёгкой атлетике, специалист по кроссу и бегу на длинные дистанции. Осуществляет тренерскую деятельность начиная с 1975 года, работал тренером в Каменске-Уральском в местной легкоатлетической секции «Металлист» и тренером-преподавателем в Специализированной детско-юношеской спортивной школе олимпийского резерва. Подготовил многих успешных легкоатлетов, в том числе мастера спорта международного класса Людмилу Бикташеву. Заслуженный тренер России.

## Биография
Фёдор Архипов родился 2 мая 1951 года в посёлке Кез Удмуртской АССР, однако ещё ребёнком переехал вместе с родителями на постоянное жительство в город Каменск-Уральский Свердловской области. Записался в легкоатлетическую секцию в возрасте пятнадцати лет, проходил подготовку у Александра Афанасьевича Быкова. Несколько раз выигрывал и попадал в число призёров на областных чемпионатах в беге с препятствиями и кроссе. По окончании школы трудоустроился слесарем на Каменск-Уральском металлургическом заводе, но проработал здесь не долго — по призыву пошёл служить в Вооружённые силы СССР.
Проходил срочную службу в спортивной роте Противовоздушной обороны в Свердловске, одновременно с этим продолжал тренироваться в спортивном клубе при Уральском заводе тяжёлого машиностроения под руководством тренера Игоря Васильевича Шувалова. Регулярно принимал участие в различных армейских соревнованиях, на первенстве ВС СССР по кроссу попал в десятку сильнейших среди солдат первого года службы, на юниорском первенстве ВС СССР был призёром в беге на 15 км.
Демобилизовавшись, пробовал поступать в Свердловский государственный педагогический институт, но не смог этого сделать из-за слишком большого конкурса. Вместо этого поступил в Челябинский государственный институт физической культуры, где проходил обучение в период 1971—1975 годов. Состоял в институтской легкоатлетической команде, возглавляемой тренером-преподавателем Дмитрием Харисовичем Газиевым. Установил рекорд института в беге на 3000 метров с препятствиями, неоднократно попадал в число призёров в забегах на длинные дистанции на первенствах российского совета добровольного спортивного общества «Буревестник» среди высших учебных заведений, выполнил здесь норматив кандидата в мастера спорта.
Получив диплом о высшем образовании, вернулся в Каменск-Уральский и стал тренером в легкоатлетической секции при городском стадионе «Металлист». В 1985 году перешёл на работу тренера-преподавателя в местной Специализированной детско-юношеской школе олимпийского резерва. За долгие годы тренерской деятельности подготовил множество спортсменов-разрядников, многие из его воспитанников добивались больших успехов на всесоюзном и всероссийском уровне. В частности, его ученица Александра Поспелова стала бронзовым призёром чемпионата СССР 1979 года в программе эстафеты 4 × 800 м, Марина Дорощенко попадала в число призёров на молодёжном первенстве РСФСР, Светлана Серебренникова является многократным призёром чемпионата России по кроссу, Дмитрий Сударский выигрывал чемпионат СССР 1989 года в беге на 3000 метров с препятствиями. Одна из самых известных его учениц — мастер спорта международного класса Людмила Бикташева, бронзовый призёр чемпионата Европы, финалистка летних Олимпийских игр в Сиднее в беге на 10 000 метров.
За большой вклад в подготовку выдающихся легкоатлетов в 2003 году Фёдор Архипов удостоен почётного звания «Заслуженный тренер России». Награждён почётным знаком «За заслуги в развитии физической культуры и спорта».